# Cicârlău
Cicârlău é uma comuna romena localizada no distrito de Maramureș, na região histórica da Transilvânia. A comuna possui uma área de 75.00 km² e sua população era de 4025 habitantes segundo o censo de 2007.